# ویویان کونگ
ویویان کونگ مان وای (انگلیسی: Vivian Kong Man Wai; چینی سنتی: 江旻憓; جیوت‌پینگ: gong1 man4 wai6; زادهٔ ۸ فوریه ۱۹۹۴) شمشیرباز اپه چپ‌دست اهل هنگ کنگ است. او سه بار قهرمان آسیا شده و سه بار در بازی‌های المپیک حضور پیدا کرده است و در مسابقات اپه انفرادی زنان در بازی‌های المپیک تابستانی ۲۰۲۴ برندهٔ مدال طلا شد.

## اوایل زندگی
کونگ زادهٔ هنگ کنگ است اما بین ۲ تا ۶ سالگی در کانادا زندگی کرده است. پیش از اینکه او شمشیرباز شود، به باله و تکواندو روی آورد. او شمشیربازی را در سن یازده سالگی آغاز کرد و اپه را انتخاب کرد و خاطر نشان کرد که «سرعت تکواندو و ظرافت باله را ترکیب کرده است».

## تحصیلات
کونگ تحصیلات دبیرستان خود را در کالج شا تین در هنگ کنگ کامل کرد و از دانشگاه استنفورد با مدرک بی‌ای در رشتهٔ روابط بین‌الملل فارغ‌التحصیل شد. او سپس زمانیکه در هنگ کنگ بود، مدرک کارشناسی ارشد حقوق را از دانشگاه رنمین چین از طریق مکاتبه دنبال کرد. از سال ۲۰۲۴، او در حال تحصیل برای مدرک جی‌دی در دانشکده حقوق در دانشگاه چینی هنگ کنگ است و آرزوی کار برای سازمان ملل متحد را دارد. کونگ به خاطر آماده شدن برای بازی‌های المپیک مرخصی گرفته و قبلاً پیشنهاد نمایندگی کانادا در المپیک را رد کرده بود.